# Salix neoamnematchinensis
Salix neoamnematchinensis là một loài thực vật có hoa trong họ Liễu. Loài này được T.Y. Ding & C.F. Fang miêu tả khoa học đầu tiên năm 1993.